# Izabela de Coucy
Izabela (Izabela Angielska, Izabela de Coucy ur. 16 czerwca 1332. w Woodstock, zm. 17 czerwca lub 5 października 1382 lub jak podają inne źródła w kwietniu 1379) – angielska księżniczka, hrabina Cambridge, hrabina Soissons, Pani de Coucy. W 1376 odznaczona Orderem Podwiązki

## Życiorys
Izabela urodziła się 16 czerwca 1332 w królewskim pałacu w Woodstock, jako córka królowej Filipy de Hainault i Edwarda III. W 1365 wyszła za mąż za o 7 lat młodszego Enguerranda VII de Coucy; z tego związku urodziła dwoje dzieci Marię de Coucy (1366–1404) i Filipa de Coucy (1367–1411). 
Zmarła 17 czerwca lub 5 października 1382 lub jak podają inne źródła w kwietniu 1379 i została pochowana w kościele Greyriars w Newgate w Londynie.